# Proutictis caracorumensis
Proutictis caracorumensis là một loài bướm đêm trong họ Geometridae.